# 謝涵
謝涵（越南语：／，1856年—？年），越南阮朝官員。

## 生平
謝涵是廣平省廣澤府宣政縣順示總羅河社（今屬廣平省廣澤縣廣文社羅河村）人，嗣德九年（1856年）出生。成泰三年（1891年），謝涵參加承天場鄉試，考中舉人。次年（1892年），會試中格，庭試考中進士。後任內閣參辦，成泰十九年（1907年）擔任殿試閱卷官。